# Wisentgehege Hardehausen

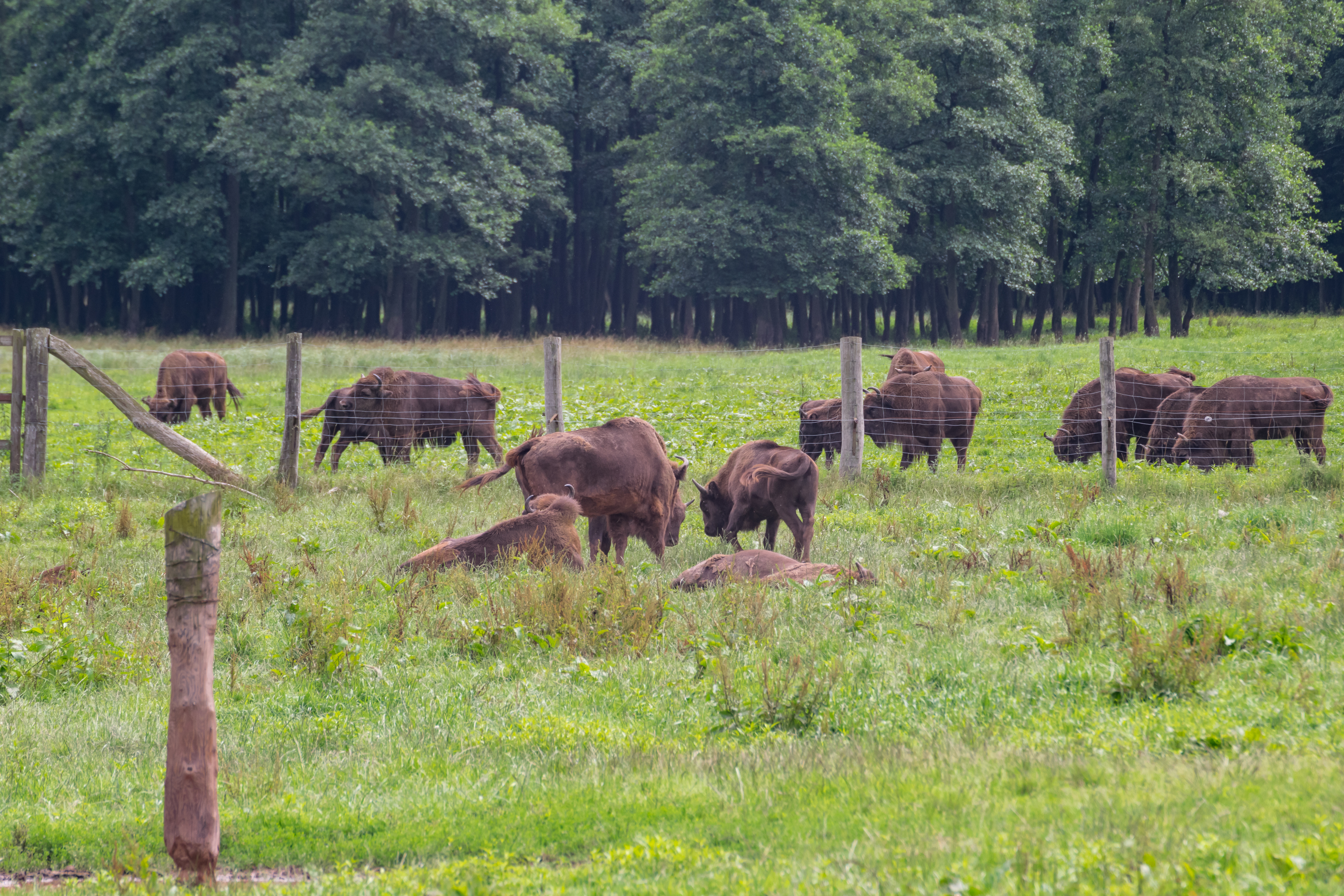
Gruppe von Bergwisenten

Das Wisentgehege Hardehausen ist ein 170 Hektar großes Wildgehege in der ostwestfälischen Stadt Warburg in Nordrhein-Westfalen.
Das Wisentgehege wurde 1958 im Schwarzbachtal zwischen den Stadtteilen Scherfede und Hardehausen angelegt. Auf dem Gelände werden in verschiedenen, großzügigen Gehegen Wisente der Flachland-Kaukasus-Linie, Tarpane (seit 1959), Wildschweine, Weißes Rotwild (seit 1998) und seit 2008 auch Flachlandwisente gehalten und gezüchtet. Das Gehege war das erste in Deutschland, das beide Zuchtlinien der Wisente an einem Standort hielt.
Zum 50-jährigen Jubiläum wurde der Internationale Wisentkongress in Hardehausen abgehalten, bei dem Hardehausen als eines von vier deutschen Regionalzentren zur Betreuung der Wisentzucht an den bundesweit 72 Standorten festgelegt wurde. Im Waldinformationszentrum Hammerhof werden neben Vollpräparaten eines Wisents und eines Bisons etwa die Zuchterfolge mit 177 Kälbern der Bergwisente (Stand 2017) dokumentiert. Weiterhin wurde 2008 ein 12 Meter hoher Wildbeobachtungsturm („Wisentturm“) errichtet. Das Gehege ist in der Trägerschaft des Landesbetriebes Wald und Holz und ganzjährig frei zugänglich.